# Чолашки орман
Чолашки орман е защитена местност в България. Разположена е в землището на село Ореховица, област Плевен.
Разположена е на площ 86,3 ha. Обявена е на 3 октомври 1974 г. с цел опазване на находище на уязвим вид – червен божур (Paeonia peregrina).
На територията на защитената местност се забраняват:
- сеченето, кастренето и повреждането на дърветата, а също и изкореняване на всякакви растения;
- пашата на добитък през всяко време;
- преследването на диви животни, птици и техните малки и разваляне на гнездата и леговищата им;
- разкриването на кариери за камък, пясък или пръст, с което се поврежда и изменя естествения облик на местността, включително и на водните течения;
- чупенето, драскането и повреждането по какъвто и да е начин на скалните и земни образувания, на сталактитите и други формации в пещерите;
- воденето на голи и интензивни главни сечи.[1]

Разрешава се извеждането на санитарна сеч и отсичането на престарели и с влошени декоративни качества дървета.